# Gontran Pailhès
Pour les articles homonymes, voir Pailhès.
Gontran Pailhès (29 août 1883 à Sotteville-lès-Rouen-19 novembre 1960 à Rouen) est un poète, humoriste et journaliste français, père d'Yvon Pailhès.

## Biographie
Fils d'un typographe. Il écrit sa première revue théâtrale en 1908. En 1911, il écrit les paroles sur des musiques d'Antonin Jouberti.
Chroniqueur à Paris Normandie, il est également membre de la Société des Amis de Flaubert et vice-président des Amis des monuments rouennais.
Il est nommé chevalier de la Légion d'honneur en 1955.
Il meurt le 19 novembre 1960 à Rouen. Une rue porte son nom au Mesnil-Esnard.

## Publications
- Aïe vos cors ! gontronades et purotinades en vers et contre tous, Rouen, impr. de G. Dervois, 1904, 39 p.
- Petit almanach rouennais pour rire: le calendrier rouennais et les mois rouennais, Rouen, Aubin frères, 1924, 60 p.
- Rouen et sa région pendant la guerre 1939-1945  (préf. Pierre Varenne), Rouen, Henri Defontaine, 1949, 309 p. (lire en ligne)
- « Les ponts de Rouen », Bulletin des Amis des monuments rouennais,‎ 1946-1950
- Le lycée Corneille de Rouen, Rouen, Lecerf, ca 1954, 62 p.
- Les Mouchoirs illustrés des Buquet, graveurs rouennais du XIXe siècle, Rouen, 1958

## Distinctions
- Chevalier de la Légion d'honneur (décret du 25 octobre 1955). Il est fait chevalier par Pierre-René Wolf le 19 décembre 1955.